# 리바디아 조약
리바디아 조약(Treaty of Livadia)은 크림반도의 리바디아궁에서 체결한 조약으로 둥간 혁명당시 러시아가 점유한 서역신강 중 일리강계곡을 러시아령으로 편입하는 내용을 담고 있다. 숭후에게 사형을 선고할 정도로 청이 반발하자 일리 조약으로 개정되어 일리강 상류 유역을 반환받았다. 

## 같이 보기
- 서역신강